# Dietrich Mendt
Dietrich Mendt (* 4. November 1926 in Niederwiesa; † 23. Juli 2006 in Dresden) war ein evangelisch-lutherischer Theologe. Er war ab 1970 in leitenden kirchlichen Ämtern, ab 1983 Oberlandeskirchenrat der Evangelisch-Lutherischen Landeskirche Sachsens.

## Leben
Dietrich Mendt wurde als Sohn des Germanisten Arthur Mendt geboren. Nach Kriegsteilnahme und Gefangenschaft studierte er nach dem Zweiten Weltkrieg zunächst Pädagogik und absolvierte dann ein Studium der evangelischen Theologie in Leipzig, Berlin und Basel.
Nach der Ordination 1954 war Mendt Pfarrer in Lückendorf und wirkte am Lückendorfer Predigerseminar, unter anderem im Lückendorfer Arbeitskreis. Ab 1955 war er Pfarrer an der Frauenkirche in Dresden und zugleich Studieninspektor am Predigerseminar in Lückendorf. 1958 trat er die Nachfolge von Siegfried Schmutzler als Studentenpfarrer in Leipzig an, mit Dienstleistung in der Gemeinde Taucha bei Leipzig. Er erprobte unter anderem mit der sogenannten Hauskreisarbeit neue Formen der Gemeindearbeit. Ab 1963 arbeitete er als Gemeindepfarrer an der St.-Pauli-Kreuzgemeinde in Karl-Marx-Stadt (Chemnitz).
Mendt war Mitglied der Christlichen Friedenskonferenz (CFK) und Teilnehmer der I. Allchristlichen Friedensversammlung 1961 in Prag.
Neben theologischen Werken veröffentlichte Mendt seit den 1960er Jahren auch Satiren, Erzählungen und Liedtexte, später einen Roman. Für das Oratorium Go down, Moses (1969) und die Kinderoper Der Josa mit der Zauberfidel (1972) von Diether Noll sowie das Weihnachtsoratorium von Matthias Drude verfasste er den Text.
Ab 1969 war Mendt zudem Synodales Mitglied der Konferenz der Evangelischen Kirchenleitungen in der DDR (KKL). 1970 wurde er zunächst als Fachbeauftragter nach Dresden ins Landeskirchenamt berufen und war hier viele Jahre – ab 1973 als Oberkirchenrat und ab 1978 als Oberlandeskirchenrat – für den Gemeindeaufbau in der Evangelisch-Lutherischen Landeskirche Sachsens zuständig. 1983 verließ er dieses Amt auf eigenen Wunsch und wurde Superintendent in Zittau. Dort erlebte er auch die Wende 1989.
1991 ging Dietrich Mendt in den Ruhestand und lebte in Dresden, später in Radebeul. Er starb nach schwerer Krankheit am 23. Juli 2006 in Dresden.

## Familie
Dietrich Mendt war verheiratet und hatte vier Kinder.

## Schriften
- Abgekanzelt. VOB Union Verlag, Berlin 1964.
- Fünf Minuten Kirchenkunde. Evangelische Verlagsanstalt, Berlin 1966.
- Die Leviten gelesen. VOB Union Verlag, Berlin 1967.
- Umfrage wegen eines Pastors. VOB Union Verlag, Berlin 1977.
  - Neuausgabe unter dem Titel Schwarz steht ihm doch so gut. Umfrage wegen eines Pastors. Kreuz-Verlag, Stuttgart 1979, ISBN 3-7831-0566-8.
- Stasiverseuchte Kirche? Thomas-Verlag, Leipzig 1995.
- Was kommt nach dem Tod? Aussaat-Verlag, Neukirchen-Vluyn 2001.